# 中京大學
中京大學（日语：／），簡稱中京大，是一所位於日本愛知縣的私立大學，有名古屋和豐田兩個校區。

## 學部與學科
- 文學部
  - 日本文學科
  - 言語表現學科
- 國際英語學部
  - 國際英語學科
  - 英美文化學科
- 心理學部
  - 心理學科
- 法學部
  - 法律學科
- 綜合政策學部
  - 綜合政策學科
- 經濟學部
  - 經濟學科
- 经营学部
  - 经营學科
- 社會學部
  - 社會學科
- 工學部
  - 情報系統工學科
  - 情報智能學科
  - 情報媒體學科
- 體育學部
  - 體育科學科
  - 健康科學科

## 研究所
- 文學研究科
- 心理學研究科
- 法學研究科
- 經濟學研究科
- 企業管理學研究科
- 商學研究科
- 社會學研究科
- 情報科學研究科
- 體育學研究科
- 商業革新研究科
- 法務研究科

## 附属学校
- 中京大學附屬中京高等學校（簡稱中京大中京）

## 外部連結
- 中京大學（页面存档备份，存于）